# جينينغس (أوكلاهوما)
جينينغس (بالإنجليزية: Jennings, Oklahoma)‏ هي بلدة أمريكية تقع في الولايات المتحدة في مقاطعة باوني، أوكلاهوما. يقدر عدد سكانها بـ 363 نسمة ومساحتها 1.4 كم2 و وترتفع عن سطح البحر 284 متر.

## التركيبة السكانية
حدّد مكتب تعداد الولايات المتحدة بيانات التركيبة السكانية لجينينغس في تعداد الولايات المتحدة. في ما يلي، التركيبة السكانية حسب تعدادي 2000 و2010.

### تعداد عام 2000
بلغ عدد سكان جينينغس 373 نسمة بحسب تعداد عام 2000، وبلغ عدد الأسر 140 أسرة وعدد العائلات 102 عائلة مقيمة في البلدة. في حين سجلت الكثافة السكانية 262.7 نسمة لكل كيلومتر مربع (680.4/ميل2). وبلغ عدد الوحدات السكنية 173 وحدة بمتوسط كثافة قدره 121.8 لكل كيلومتر مربع (315.5/ميل2).
وتوزع التركيب العرقي للبلدة بنسبة 84.72% من البيض و11.80% من الأمريكيين الأصليين و0.27% من سكان جزر المحيط الهادئ و3.22% من عرقين مختلطين أو أكثر و0.27% من الهسبانيون أو اللاتينيون من أي عرق.
بلغ عدد الأسر 140 أسرة كانت نسبة 34.3% منها لديها أطفال تحت سن الثامنة عشر تعيش معهم، وبلغت نسبة الأزواج القاطنين مع بعضهم البعض 59.3% من أصل المجموع الكلي للأسر، ونسبة 8.6% من الأسر كان لديها معيلات من الإناث دون وجود شريك،  بينما كانت نسبة 5% من الأسر لديها معيلون من الذكور دون وجود شريكة وكانت نسبة 27.1% من غير العائلات. تألفت نسبة 25.7% من أصل جميع الأسر من عدة أفراد يعيشون في نفس المنزل ونسبة 11.4% كانت تتألف من شخص يعيش بمفرده يبلغ من العمر 65 عاماً أو أكثر. وبلغ متوسط حجم الأسرة المعيشية 2.66، أما متوسط حجم العائلات فبلغ 3.17.
بلغ العمر الوسطي للسكان 34.6 عاماً. وكانت نسبة 27.9% من القاطنين تحت سن الثامنة عشر، وكانت نسبة 8.3% بين الثامنة عشر والرابعة والعشرين عاماً، ونسبة 31.4% كانت واقعةً في الفئة العمرية ما بين الخامسة والعشرين والرابعة والأربعين عاماً، ونسبة 18.5% كانت ما بين الخامسة والأربعين والرابعة والستين، ونسبة 13.9% كانت ضمن فئة الخامسة والستين عاماً فما فوق. يوجد لكل 100 أنثى 88.4 ذكر، ويوجد لكل 100 أنثى في الثامنة عشر من عمرها فما فوق 85.5 ذكر.
بلغ متوسط دخل الأسرة في البلدة 31,563 دولارًا، أما متوسط دخل العائلة فبلغ 36,250 دولارًا. وكان متوسط دخل الذكور 28,295 دولارًا مقابل 24,375 دولارًا للإناث. وسجل دخل الفرد الخاص بالبلدة 13,071 دولارًا. وكانت نسبة 10.6% من العائلات ونسبة 15% من السكان تحت خط الفقر، وكان من هؤلاء نسبة 21.4% تحت سن الثامنة عشر ونسبة 8.7% في الخامسة والستين من العمر وما فوق.

### تعداد عام 2010
بلغ عدد سكان جينينغس 363 نسمة بحسب تعداد عام 2010، وبلغ عدد الأسر 152 أسرة وعدد العائلات 101 عائلة مقيمة في البلدة. في حين سجلت الكثافة السكانية 255.6 نسمة لكل كيلومتر مربع (662.0/ميل2). وبلغ عدد الوحدات السكنية 194 وحدة بمتوسط كثافة قدره 136.6 لكل كيلومتر مربع (353.8/ميل2).
وتوزع التركيب العرقي للبلدة بنسبة 81.27% من البيض و12.95% من الأمريكيين الأصليين و0.28% من الأمريكيين ذوي الأصول الآسيوية و5.51% من عرقين مختلطين أو أكثر و0.55% من الهسبانيون أو اللاتينيون من أي عرق.
بلغ عدد الأسر 152 أسرة كانت نسبة 30.3% منها لديها أطفال تحت سن الثامنة عشر تعيش معهم، وبلغت نسبة الأزواج القاطنين مع بعضهم البعض 51.3% من أصل المجموع الكلي للأسر، ونسبة 11.2% من الأسر كان لديها معيلات من الإناث دون وجود شريك،  بينما كانت نسبة 3.9% من الأسر لديها معيلون من الذكور دون وجود شريكة وكانت نسبة 33.6% من غير العائلات. تألفت نسبة 27% من أصل جميع الأسر من عدة أفراد يعيشون في نفس المنزل ونسبة 8.6% كانت تتألف من شخص يعيش بمفرده يبلغ من العمر 65 عاماً أو أكثر. وبلغ متوسط حجم الأسرة المعيشية 2.39، أما متوسط حجم العائلات فبلغ 2.91.
بلغ العمر الوسطي للسكان 41.2 عاماً. وكانت نسبة 24% من القاطنين تحت سن الثامنة عشر، وكانت نسبة 6.9% بين الثامنة عشر والرابعة والعشرين عاماً، ونسبة 24.5% كانت واقعةً في الفئة العمرية ما بين الخامسة والعشرين والرابعة والأربعين عاماً، ونسبة 29.5% كانت ما بين الخامسة والأربعين والرابعة والستين، ونسبة 15.2% كانت ضمن فئة الخامسة والستين عاماً فما فوق. وتوزع التركيب الجنسي للسكان بنسبة 52.3% ذكور و47.7% إناث.